# Sanne Koopman
Sanne Koopman (15 november 2002) is een Nederlands voetbalspeelster. Koopman speelde in de jeugd van Egmondia en Telstar. Medio 2018 stapte zij over naar VV Alkmaar, dat uitkomt in de Vrouwen Eredivisie. Op 27 mei 2022 werd bekend dat Koopman in het seizoen 2022/23 voor Feyenoord uit zou komen.

## Statistieken
| Seizoen | Club       | Land      | Competitie         | Wedstrijden | Doelpunten |
| ------- | ---------- | --------- | ------------------ | ----------- | ---------- |
| 2018/19 | VV Alkmaar | Nederland | Eredivisie         | 12          | 0          |
| 2019/20 | VV Alkmaar | Nederland | Eredivisie         | 11          | 1          |
| 2020/21 | VV Alkmaar | Nederland | Eredivisie         | –           | –          |
| 2023/24 | Feyenoord  | Nederland | Vrouwen Eredivisie |             |            |
| Totaal  | Totaal     | Totaal    | Totaal             | 23          | 1          |

Laatste update: augustus 2020

## Interlands
Op 2 juli 2018 speelde Koopman haar eerste wedstrijd voor Oranje O16. Op 17 oktober 2018 speelde zij ook voor Oranje O17.
1 Weimar ·
2 Waldus ·
4 Verspaget ·
5 Obispo ·
6 Brandau ·
7 Teulings ·
8 Pijnenburg ·
9 Koopman ·
10 Van de Westeringh ·
11 Henry ·
14 De Graaf ·
15 Koga ·
16 Van Eijk ·
17 Van der Sluijs ·
18 Heij ·
19 Haesakkers ·
20 Szymczak ·
21 Van Bentem ·
23 Itamura ·
24 Baptiste ·
25 Van de Lavoir ·
26 De Paus ·
27 DellaPeruta ·
28 Hulswit ·
33 Van Kerkhoven ·
42 Buabadi ·
Coach: Torny
Assistent-coach: Pieters
Assistent-coach: Tjaden
Keeperstrainer: Van der Kaaij